# Skiff (Segeln)

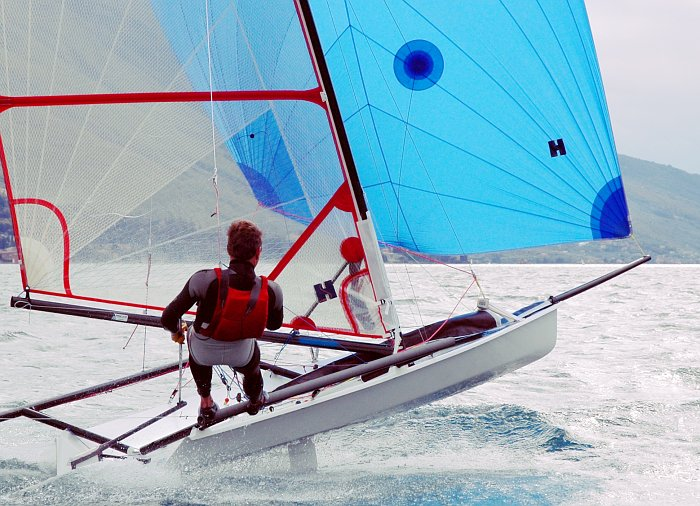
Musto Skiff

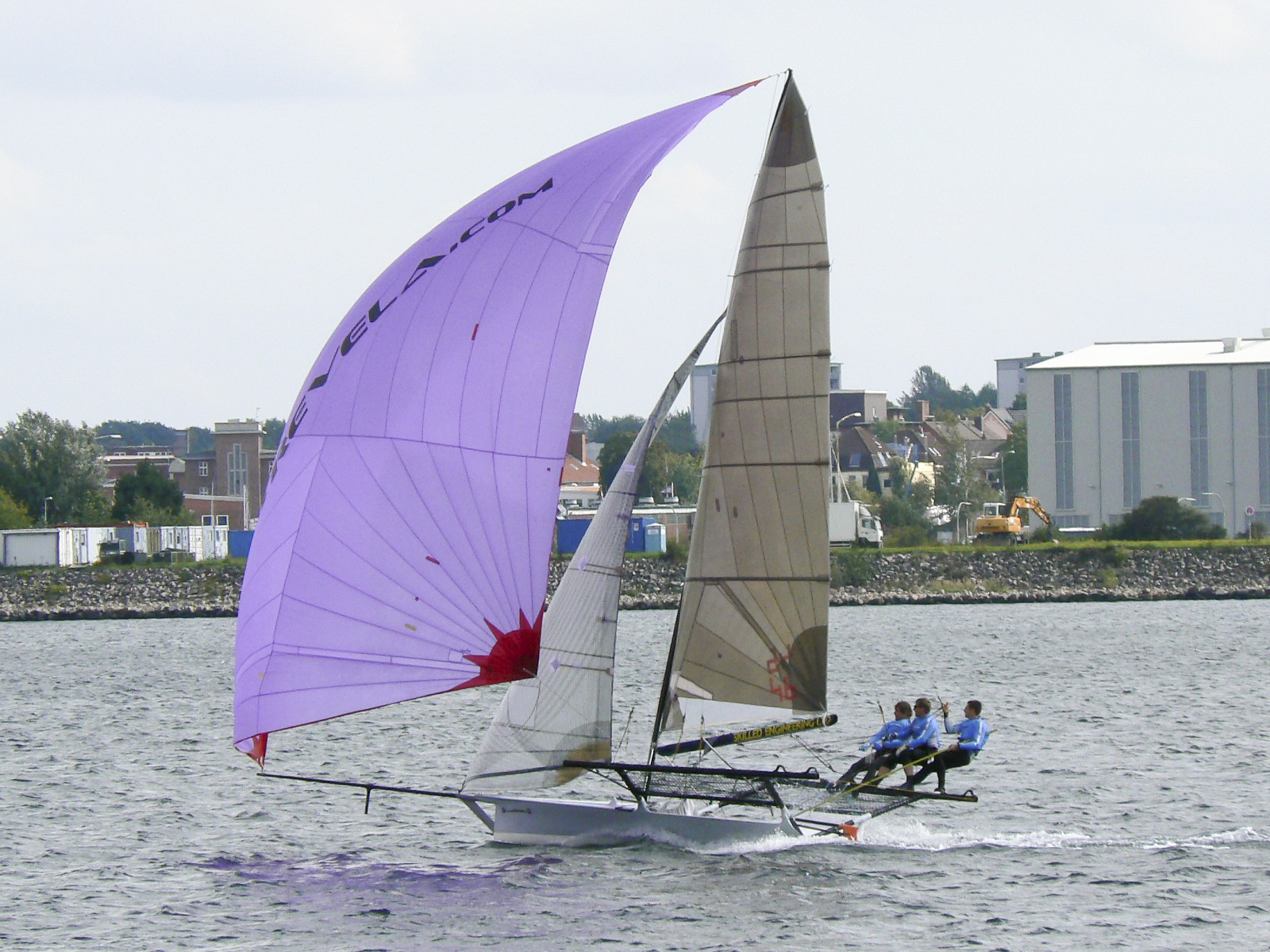
18ft Skiff

Skiff ist eine angloamerikanische Sammelbezeichnung für kleine Boote. Im deutschen Sprachraum werden damit kleinere Segelboote bezeichnet.

## Beschreibung
Als Skiff wird eine leichte Segeljolle bezeichnet, die durch einen flachen Bootsrumpf schnell ins Gleiten kommt. Skiffs sind Schwertboote, die auf raumen Kursen Geschwindigkeiten von bis zu 45 km/h erreichen können. Der Bugspriet ist ein markantes Erkennungsmerkmal. An ihm wird ein Gennaker, ein asymmetrischer Spinnaker, gesetzt. Segelboote dieses Typs werden hauptsächlich im Regattasport verwendet.
Ihren Ursprung haben Skiffs im australischen Sydney der 1850er-Jahre. Sie waren ihrerseits von den sogenannten „Centreboard-Typen“ beeinflusst, die ab den 1840er Jahren von nordamerikanischen Fischern als „Oyster-Boats“ genutzt und später auch als Sandbagger bekannt wurden. Anfang des 19. Jahrhunderts versorgten Skiffs im Hafen von Sydney die Rahsegler mit Proviant. Zum Vergnügen wurden mit diesen Arbeitsschiffen an den Wochenenden Regatten gesegelt. Durch Weiterentwicklung und Gewichtsreduzierung entstanden die heutigen Sportboote.
Eines der bekanntesten Skiffs ist der International 14, eine Konstruktionsklasse, die schon seit Ende des 19. Jahrhunderts besteht. Schnellster Vertreter dieses Bootstyps ist das 18ft Skiff, das von einer dreiköpfigen Crew gesegelt wird.
Bekannte Skiff-Konstrukteure sind Frank Bethwaite und Julian Bethwaite, die unter anderem das olympische Skiff 49er sowie das Jugend-Skiff 29er zeichneten. 
Auch Einer-Ruderboote werden als Skiff bezeichnet.

## Skiff-Klassen
Bei Skiff-Klassen mit Ursprung in Australien oder Neuseeland leitet sich der Name häufig von der Rumpflänge in Fuß ab.
- R Class (2 Pers.) – Konstruktionsklasse mit Foils in Neuseeland[3]
- 12ft Skiff (2 Pers.) – Konstruktionsklasse in Australien und Neuseeland[4]
- 13ft Skiff (2 Pers.) – Jugendklasse als Vorbereitung für 16ft Skiff in Australien[5]
- International 14 (2 Pers.) – international verbreitete Konstruktionsklasse mit weltweit einheitlichen Vorschriften
- 16ft Skiff (3 Pers.)[6]
- 18ft Skiff (3 Pers.)
- Musto Skiff (1 Pers.) – Einheitsklasse mit Verbreitung in Mitteleuropa
- 29er (2 Pers.) – Jugendklasse
- 49er und 49er FX (2 Pers.) – olympische Einheitsklasse für Männer und Frauen (FX)